# Hautsalo
Hautsalo är en ganska stor ö i Finland. Den ligger i sjön Keitele och i kommunen Äänekoski i den ekonomiska regionen  Äänekoski  och landskapet Mellersta Finland, i den centrala delen av landet, 300 km norr om huvudstaden Helsingfors. Öns area är 4,11 kvadratkilometer och dess största längd är 4,3 kilometer i sydöst-nordvästlig riktning.